# Schistopterum moebiusi
Schistopterum moebiusi är en tvåvingeart som beskrevs av Becker 1903. Schistopterum moebiusi ingår i släktet Schistopterum och familjen borrflugor. Inga underarter finns listade i Catalogue of Life.